# University of Wisconsin-Stout

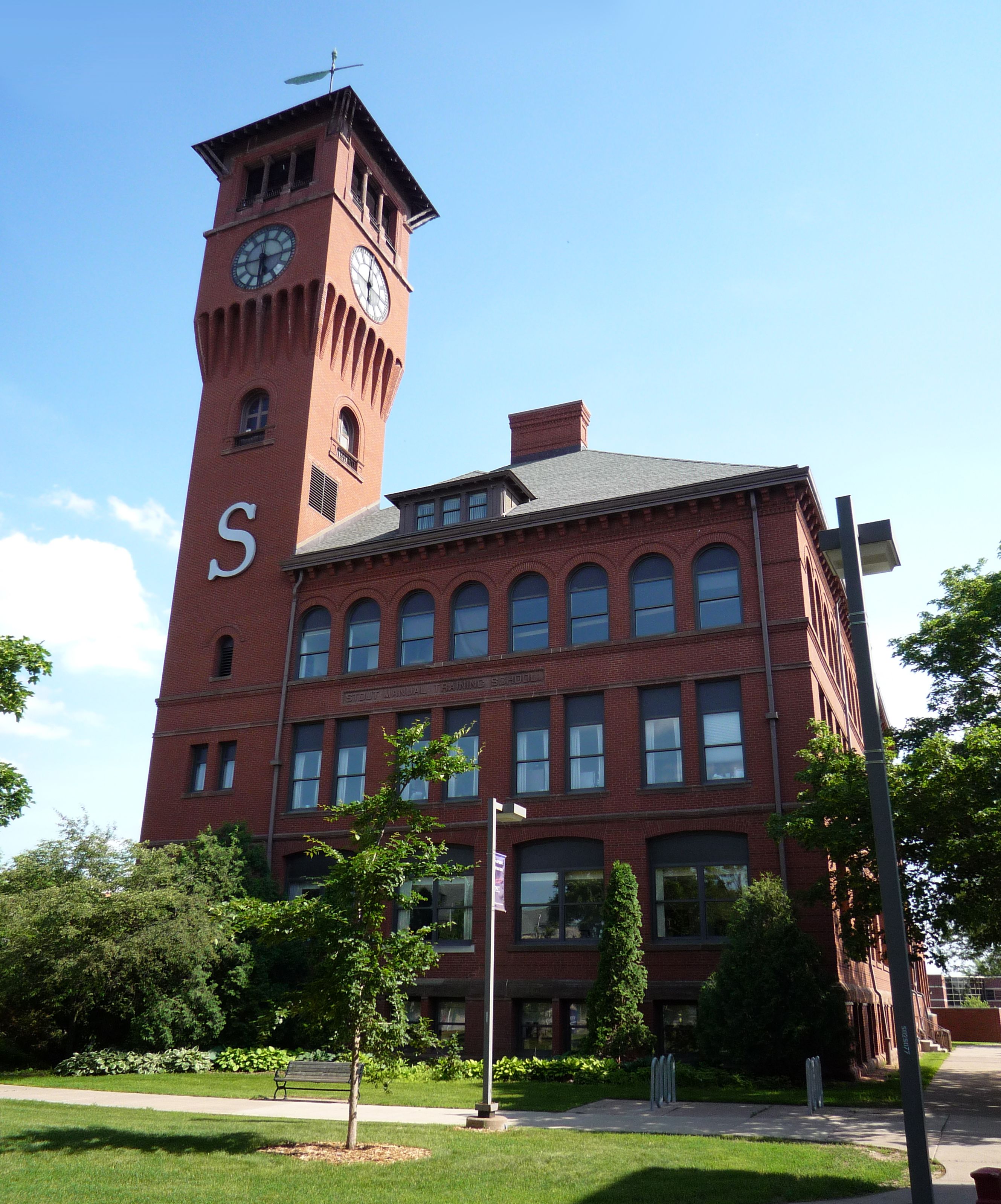
Bowman Hall, das älteste Gebäude auf dem Campus, wurde 1897 eröffnet

Die University of Wisconsin-Stout (UW-Stout) ist eine polytechnisch ausgerichtete Hochschule des University of Wisconsin Systems. Die Hochschule wurde 1891 gegründet und nach ihrem Gründer, James Huff Stout, benannt. UW-Stout liegt in der Kleinstadt Menomonie im Nordwesten des US-Bundesstaats Wisconsin und am östlichen Rand der Metropolregion Minneapolis–Saint Paul.
UW–Stout bietet 49 undergraduate-Programme und 26 graduate-Programme im Hauptfach an, darunter ein Promotionsprogramm.

## Zahlen zu den Studierenden und den Dozenten
Im Herbst 2020 waren 7970 Studierende an der UW–Stout eingeschrieben. Davon strebten 6889 (86,4 %) ihren ersten Studienabschluss an, sie waren also undergraduates. Von diesen waren 42 % weiblich und 58 % männlich; 4 % bezeichneten sich als asiatisch, 2 % als schwarz/afroamerikanisch, 4 % als Hispanic/Latino und 87 % als weiß. 1081 (13,6 %) arbeiteten auf einen weiteren Abschluss hin, sie waren graduates. Es lehrten 439 Dozenten an der UW–Stout, davon 316 in Vollzeit und 123 in Teilzeit.
Die UW–Stout hatte 2017 etwa 9600 Studierende.

## Internationales
Über die Hochschulpartnerschaften des Landes Hessen mit dem Bundesstaat Wisconsin ist UW-Stout eng mit der Hochschule Darmstadt verbunden.